# Тарусский, Евгений
Евгений Тарусский (настоящее имя Евгений Викторович Рышков) — русский военно-общественный деятель, журналист, писатель, поэт.

## Биография
Родился 18 июля 1890 года в семье русского драматурга Виктора Рышкова. Служил в чине подпоручика по Адмиралтейству. Активный участник Белого движения, рядовой-доброволец 2-го Офицерского Стрелкового Генерала Дроздовскаго Полка.
С 1920 года во флоте, эвакуировался из Крыма на миноносце, команда которого в конце концов обосновалась на французской ферме под Марселем.

### Общественная, журналистская и литературная деятельность
В эмиграции в Париже, журналист, писатель и общественный деятель.
С 1925 года редактирует газету «Галлиполиец», которую издает В. В. Орехов.
В 1928 году издаёт автобиографический роман «Экипаж „Одиссеи“» (изд. Л. Березняк, Париж), в котором описывает в юмористических тонах эпопею эвакуации из Крыма на миноносце. Первый роман автора принёс ему сразу же большую известность в русской эмиграции, особенно среди военных. После этого началась неисчерпаемая литературная и журналистская деятельность Тарусского: он был помощником редактора «Вечернего времени» (редактор А. Суворин), автором многочисленных статей в эмигрантской и французской прессе, сотрудником «Возрождения».
В 1929 году вместе с В. В. Ореховым и С. К. Терещенко начинает издавать журнал «Часовой».
В 1931 году участвует в выпуске двух книг «Армия и флот: военный справочник под редакцией В. В. Орехова и Евгения Тарусского» изд. журнала «Часовой» Париж. Это издание содержало ценнейший материал русских военных дел за рубежом и напоминало ежегодные выпуски Памятных Книжек издававшихся военной типографией Императорской России.
Автор двух небольших сборников рассказов, выпущенных русскими эмигрантскими издательствами в Китае в 30-е годы.
1. Его Величество случай : рассказы о неведомом. изд. Витязь, Тзяньтзын (Китай) 1927 год.
- Содержание:
  - На страже ночного Парижа: записки русского стражника;
  - Жёлтый чемодан;
  - Его Величество случай;
  - Рыжая;
  - Старомодная карета;

2. Серебряные туфельки. изд. Наше Знание. Тзяньтзын (Китай) 1930-е годы.
- Содержание:
  - Свидание;
  - Высота 912;
  - Товарищ Кистенева;
  - Дача на озере;
  - Премьер;
  - В чужих домах;

Кроме этого Евгений Викторович известен как автор стихотворений разбросанных по многим периодическим изданиям русской эмиграции.

### Гибель
Во время Второй Мировой войны Евгений Тарусский-Рышков был приглашен генералом П. Н. Красновым в «Казачий Стан» для литературной и пропагандистской работы. Вместе с чинами и командованием «Казачьего Стана» он попал в плен к англичанам под Лиенцем, содержался в лагере и должен был быть передан советским властям. Евгений Тарусский разделил судьбу многих казаков и их семей. В день выдачи в руки НКВД, 29 мая 1945 года, он покончил с собой в лагере военнопленных в Австрии. Вот как написал об этом очевидец:
ГИБЕЛЬ Е. В. ТАРУССКОГО (Е. В. Рышкова)
Отрывок из некролога. Журнал «Часовой» № 275/6. июль 1948 года

Мы встретились с Евгением Викторовичем Тарусским в Италии в апреле 1945 года.
Он находился тогда в одной из «казачьих станиц» и не принимал почти участия в мало знакомой ему казачьей жизни того смутного времени. Он говорил мне, что выехал из Берлина в феврале и на вопрос о дальнейших планах ответил,
что хочет разделить «общую судьбу».
Впрочем, никаких иллюзий насчёт этой судьбы он не питал и был уверен в её трагическом исходе.
И вот спустя два месяца после этой встречи и почти месяц после капитуляции я снова увидел Евгения Викторовича, но уже в Австрии, в городе Лиенце, в момент сбора казачьих офицеров для поездки на пресловутое "совещание
с участием маршала Александра.
Уже тогда был ясен смысл этой затеи, но люди, скрепя сердце, все же не ослушались приказа, заставляя себя и других поверить англичанам. Приказ гласил, что на совещание должны явиться все офицеры: исключение оставляют
больные и старики.
При посадке в автобусе я сказал Евгению Викторовичу:
— А зачем вы едете?
Улыбаясь, он посмотрел на меня и спросил:
— Вы что же, зачисляете меня в разряд «стариков и больных?» Или, может быть офицером не считаете?
Итак, мы поехали на это роковое совещание. Поехали и старики и больные, даже два священника значились в числе отъезжавших.
Через два часа мы уже были в лагере за тремя рядами колючей проволоки, окруженные пулеметами и танкетками.
Когда стемнело, был объявлен приказ о том, что все мы будем отправлены «на родину».
Кто-то предложил писать протест, послать телеграммы правительствам Америки и Англии, Красному Кресту. Кто-то истерически кричал, что располагает нансеновским паспортом и поэтому не может быть выдан большевикам.
Я стоял у барачного окна и смотрел на пулеметчиков на вышках, на танки у ворот, на ярко освещенный двор и чёрную массу недалекого леса.
Подошёл Евгений Викторович.
Вот и конец, — сказал он тихо, словно ни к кому не обращаясь.
Мне было почему.то невыносимо жаль этого седого и тихого человека, одинокого и усталого.
Захотелось чем.то ободрить его, не верящего в успех петиций и телеграмм, которые шумно составлялись в соседней комнате.
Может быть, поэтому я начал нервно и, думаю, невразумительно толковать о том, что, дескать, не всё ещё пропало, что можно попытаться убежать в пути, что, может быть, ещё англичане смилуются и т. п.
— Это ещё не конец! — закончил я свою тираду.
Не расслышав, Евгений Викторович переспросил, приложив знакомым жестом руку к уху.
Я повторил. Он покачал головой и убежденно сказал, что это — конец.
— А вам дай Бог удачи. Вы молоды и здоровы.
Евгений Викторович покончил с собою на рассвете. Я видел его мертвого, уже остывшего.
Звали врача — англичанина. Врач не пришёл. Зачем ему было приходить к отверженным! Тогда мы вынесли мертвого к воротам, где стоял танк и толпились англичане. Никто из них не обратил на это никакого внимания.
…Всходило солнце. Все стали на молебен, перед отправкой на верную смерть
А у ворот осталось лежать на дорожном песке тело честного русского офицера и борца за Русскую Честь.
Об этом же пишет «Владикавказец»: «…приятель Захарова, с которым он жил вместе в одной комнате, в бараке под Лиенцем, тоже русский эмигрант из Парижа, писатель Евгений Тарусский, отравился ночью, наверно, хранившимся при нём ядом» (Владикавказец. Пути-дороги… Мадрид, 1967, стр. 59).